# Pamięć absolutna (film 1990)
Pamięć absolutna (tyt. oryg. Total Recall) – amerykański film science fiction z 1990 roku w reżyserii Paula Verhoevena.
Film jest oparty na opowiadaniu Philipa K. Dicka Przypomnimy to panu hurtowo (We Can Remember It for You Wholesale, 1966). Z kolei na podstawie filmu Piers Anthony napisał powieść pod tym samym tytułem: Pamięć absolutna (Total Recall, 1989).

## Treść
Jest XXI wiek, ludzkość zaczęła eksploatować Marsa. Robotnik Doug Quaid udaje się do punktu wszczepiania wspomnień. Na miejscu dowiaduje się, że wspomnienia, które uważał za prawdziwe, zostały wszczepione jeszcze wcześniej. Rozwiązania tajemnicy własnej tożsamości należy szukać na Marsie. Quaid bezzwłocznie udaje się na Czerwoną Planetę.

## Obsada
- Arnold Schwarzenegger jako Douglas Quaid; Hauser
- Sharon Stone jako Lori Quaid
- Rachel Ticotin(inne języki) jako Melina
- Michael Ironside jako Richter
- Ronny Cox jako Vilos Cohaagen
- Marshall Bell jako George Kuato
- Mel Johnson Jr.(inne języki) jako Benny
- Michael Champion(inne języki) jako Helm
- Roy Brocksmith(inne języki) jako doktor Edgemar
- Ray Baker(inne języki) jako Bob McClane
- Robert Costanzo(inne języki) jako Harry
- Rosemary Dunsmore(inne języki) jako doktor Renada Lull
- Dean Norris jako Tony

## Nagrody i nominacje
- 63. ceremonia wręczenia Oscarów:[2]
  - Najlepsze efekty specjalne – Eric Brevig, Rob Bottin, Tim McGovern i Alex Funke (wygrana)
  - Najlepszy dźwięk – Nelson Stoll, Michael J. Kohut, Carlos Delarios i Aaron Rochin (nominacja)
  - Najlepszy montaż dźwięku – Stephen Hunter Flick (nominacja)